# Rörd är förd

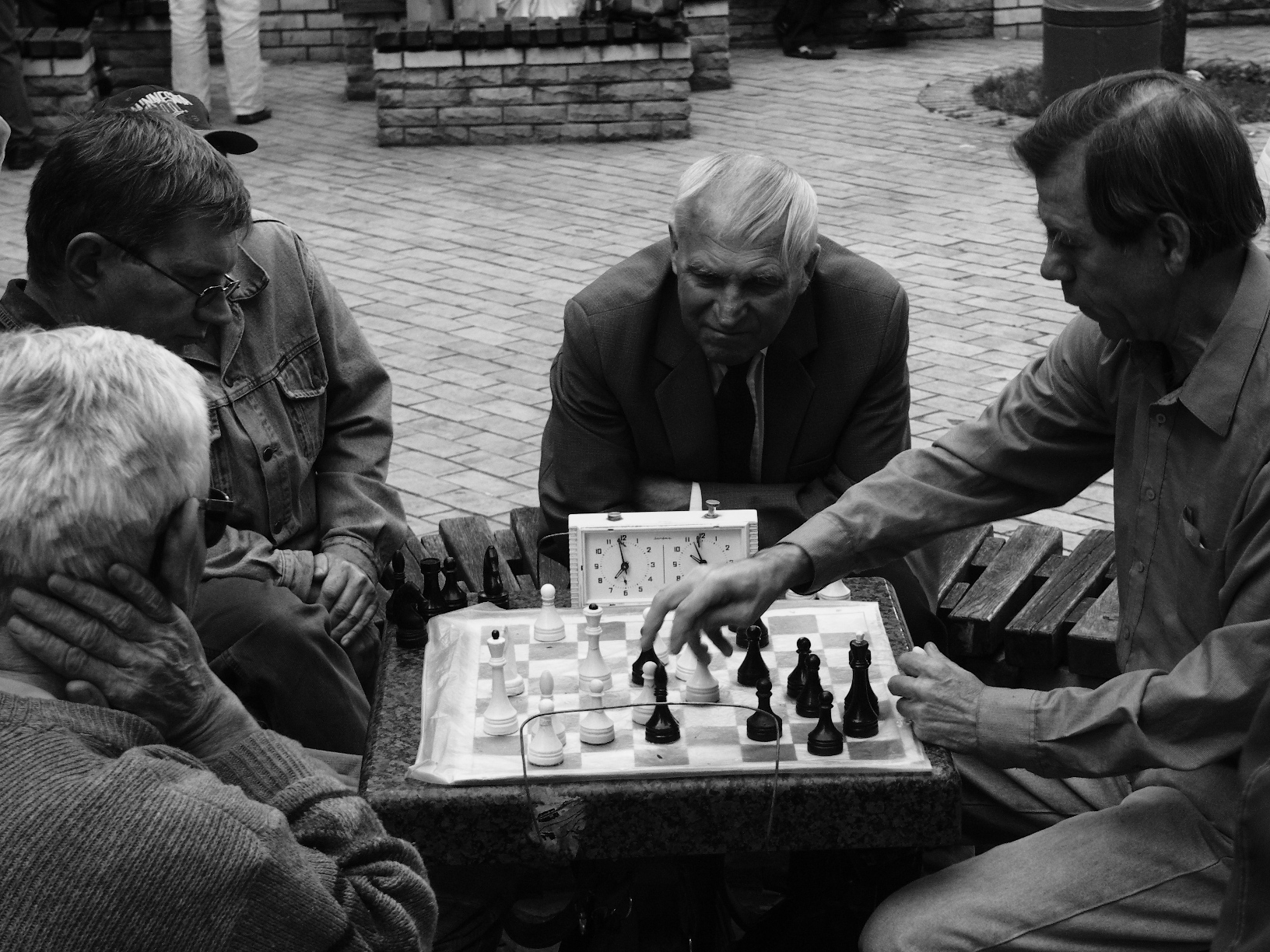
Schackspelare

Rörd är förd är en regel i tävlingsschack som innebär att om en pjäs har vidrörts med avsikt att flyttas så måste den flyttas om det finns något giltigt drag. Det är med andra ord inte tillåtet att vidröra en pjäs och sedan ställa tillbaka den för att flytta en annan pjäs. Regeln reglerar dock inte vilket drag som får utföras med pjäsen.
För rockad gäller att kungen måste flyttas före tornet. Om tornet rörs först måste ett torndrag genomföras. Vid promovering gäller att den första pjäs som rör promoveringsrutan är den som gäller.
Undantag gäller om det inte finns något giltigt drag med den vidrörda pjäsen, eller om vidröringen var oavsiktlig. Om flera pjäser vidrörs är det den första av dem som kan flyttas som gäller, eller, om det gäller en motståndarpjäs, den första som kan slås som måste slås.